# Quanera Hayes
Quanera Hayes (née le 7 mars 1992) est une athlète américaine, spécialiste du 400 mètres.

## Biographie
Elle remporte le titre du 400 mètres lors des championnats des États-Unis en salle de 2016, à Portland, dans le temps de 51 s 09. Le 19 mars 2016, Hayes remporte la médaille de bronze du 400 m en salle des championnats du monde en salle de Portland en 51 s 76, derrière la Bahraïni Kemi Adekoya (51 s 45) et sa compatriote Ashley Spencer (51 s 72). Le lendemain, Hayes est sacrée championne du monde en salle avec ses coéquipières du relais 4 x 400 m en 3 min 26 s 38, devant la Pologne (3 min 31 s 15) et la Roumanie (3 min 31 s 31).
Le 24 juin 2017, elle remporte le titre national en 49 s 72, meilleure performance mondiale de l'année, record personnel et qualification pour les Championnats du monde de Londres.
Le 4 mars 2018, elle remporte la médaille d'or du relais 4 x 400 m des championnats du monde en salle de Birmingham en 3 min 23 s 85, record des championnats et record d'Amérique du Nord, d'Amérique centrale et des Caraïbes. Devançant sur le podium la Pologne et le Royaume-Uni, Hayes et ses coéquipières échouent à moins d'une seconde du record du monde datant de 2006.

## Palmarès

### International
| Date | Compétition                    | Lieu             | Résultat | Épreuve   | Temps                    |
| ---- | ------------------------------ | ---------------- | -------- | --------- | ------------------------ |
| 2016 | Championnats du monde en salle | Portland         | 3e       | 400 m     | 51 s 76                  |
| 2016 | Championnats du monde en salle | Portland         | 1re      | 4 x 400 m | 3 min 26 s 38            |
| 2017 | Relais mondiaux de l'IAAF      | Nassau           | 1re      | 4 × 400 m | 3 min 24 s 36            |
| 2017 | Championnats du monde          | Londres          | 1re      | 4 x 400 m | 3 min 19 s 02            |
| 2018 | Championnats du monde en salle | Birmingham       | 1re      | 4 x 400 m | 3 min 23 s 85            |
| 2021 | Jeux olympiques                | Tokyo            | 7e       | 400 m     | 50 s 88                  |
| 2021 | Ligue de diamant               | Ligue de diamant | 1re      | 400 m     |                          |
| 2024 | Championnats du monde en salle | Glasgow          | 2e       | 4 x 400 m | 3 min 25 s 34            |
| 2024 | Relais mondiaux                | Nassau           | 1re      | 4 × 400 m | 3 min 21 s 70            |
| 2024 | Jeux olympiques                | Paris            | 1re      | 4 × 400 m | Participation aux séries |
| 2025 | Championnats du monde en salle | Nankin           | 1re      | 4 x 400 m | 3 min 27 s 45            |

### National
- Championnats des États-Unis d'athlétisme
  - vainqueur du 400 m en 2017

## Records
| Épreuve | Épreuve   | Temps   | Lieu       | Date         |
| ------- | --------- | ------- | ---------- | ------------ |
| 400 m   | Plein air | 49 s 72 | Sacramento | 24 juin 2017 |
| 400 m   | En salle  | 51 s 09 | Portland   | 12 mars 2016 |